# Sergei Fjodorowitsch Oldenburg

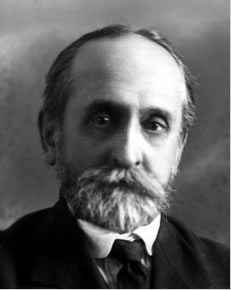
Sergei Fjodorowitsch Oldenburg

Sergei Fjodorowitsch Oldenburg (russisch Серге́й Фёдорович Ольденбу́рг; * 14. Septemberjul. / 26. September 1863greg. in Bjankino nahe Nertschinsk; † 28. Februar 1934 in Leningrad) war ein russischer Orientalist, spezialisiert auf den Buddhismus. Er war einer der Begründer der russischen Indologie, Er war Schüler von Iwan Minajew und Lehrer von Fjodor Schtscherbatskoi.
Oldenburg stammte aus dem Adelsgeschlecht von Oldenburg ab. Sein Großvater Friedrich Gustav von Oldenburg (* 1791) war Generalleutnant in der Armee des Zaren und Kommandant von Brest-Litowsk. Seine Eltern waren der russische Generalmajor Friedrich Otto von Oldenburg (* 1827) und Nadeshda von Berg a.d.H. Kandel (* 1833; † 1909).
Oldenburg war Professor für Orientalistik und Indologie an der Universität Sankt Petersburg. Er wurde 1900 in die Russische Akademie der Wissenschaften gewählt und fungierte als ihr ständiger Sekretär von 1904 bis 1929.
Er unternahm 1909/10 und 1914–1915 zwei Reisen nach Zentralasien. Dort entdeckte er eine Anzahl bisher unveröffentlichter Texte in Sanskrit. Er regte mehrere wissenschaftliche Expeditionen nach Tibet und in die Dsungarei an, welche weitere einzigartige buddhistische Texte zutage förderten. Bereits 1897 hatte Oldenburg eine Sammlung buddhistischer Texte herausgebracht. Diese Bibliotheca buddhica wird bis heute fortgesetzt. 1917 gründete er eine Kommission der Akademie der Wissenschaften, welche die Nationalitätenfrage im russischen Vielvölkerreich untersuchte.
Von 1912 bis 1917 war Oldenburg Mitglied des Staatsrates des russischen Kaiserreichs und übernahm nach der Februarrevolution den Posten des Bildungsministers in der provisorischen Regierung. Nach der Oktoberrevolution beschloss er im Gegensatz zu vielen seiner Parteifreunde der Konstitutionellen Demokraten, den Rest seines Lebens in Russland zu verbringen. Dies ging auf seine längerwährende Bekanntschaft mit Lenin zurück. Er hatte als Student Lenins Bruder Alexander Uljanow kennengelernt. Nach dessen Hinrichtung nach dem gescheiterten Attentat auf Alexander III. trafen Oldenburg und Lenin erstmals in Sankt Petersburg zusammen.
Obwohl Oldenburg 1919 kurz von der Tscheka festgehalten wurde, blieb es ihm erlaubt, die Russische Akademie der Wissenschaften bis 1929 zu leiten. Den Rest seines Lebens widmete Oldenburg dem Sowjetischen Institut für Orientalische Studien, dessen Vorgänger, das Asien-Museum, er selbst initiiert hatte. 1926 wurde er zum korrespondierenden Mitglied der Göttinger Akademie der Wissenschaften gewählt. 1927 wurde er als korrespondierendes Mitglied in die Preußische Akademie der Wissenschaften aufgenommen. Er war Mitglied der Ukrainischen Akademie der Wissenschaften.